# 阿马多拉
阿马多拉（葡萄牙語：Amadora，發音：[ɐmɐˈðoɾɐ] ⓘ）是葡萄牙里斯本区的市镇，也是首都里斯本的卫星城市。在過去曾是葡萄牙富裕階級的避暑都市。
阿马多拉是葡萄牙人口最多的城市之一，拥有大量来自非洲的移民，尤其是安哥拉和佛得角。阿馬多拉也是葡萄牙面積最小的市。